# 18 Scorpii
18 Scorpii este o stea situată la 45,3 ani-lumină față de Pământ, la marginea nordică a Constelației Scorpionului. 
Această stea are multe proprietăți fizice asemănătoare cu cele ale Soarelui. Cayrel de Strobel (1996) a introdus-o în lucrarea sa despre cele mai similare stele Soarelui, iar Porto de Mello & da Silva (1997) au identificat-o ca o stea geamănă a Soarelui. Alți oameni de știință și savanți de dinainte au crezut că aceasta este prosperă pentru viață.
1. ↑  SIMBAD
2. ↑  Vertical distribution of Galactic disk stars. IV. AMR and AVR from clump giants[*] Verificați valoarea |titlelink= (ajutor)
3. ↑  Contributions to the Nearby Stars (NStars) Project: Spectroscopy of Stars Earlier than M0 within 40 Parsecs: The Northern Sample. I
4. ↑  Gaia Early Data Release 3